# Abdenago C. García
Abdenago C. García es una localidad del estado mexicano de Chihuahua. Es parte del municipio de Galeana.

## Demografía
| Gráfica de evolución demográfica |
|                                  |

| Censo | Población |
| ----- | --------- |
| 1950  | 66        |
| 1960  | 790       |
| 1970  | —         |
| 1980  | 1 336     |
| 1990  | 1 189     |
| 2000  | 1 542     |
| 2010  | 2 113     |
| 2020  | 2 504     |